# Casa Martori
La Casa Martori és un edifici del municipi de Figueres (Alt Empordà) protegit com a bé cultural d'interès local.

## Descripció
Edifici situat molt a prop de la Rambla de Figueres i del teatre municipal. Edifici entre mitgeres, de planta baixa, dos plantes pis i altell. Bastit sobre un basament de pedra treballada que ocupa tota la primera planta. La planta baixa presenta cinc portals emmotllurats d'arc rebaixat amb dovella central decorada amb motiu geomètric. Al primer pis presenta un balcó central sobre mènsules amb llosana emmotllurada i barana forjada amb decoració geomètrica que dona pas a un finestral d'arc rebaixat. A banda i banda balconades corregudes amb la mateixa composició. La segona planta presenta un registre idèntic que l'anterior. A l'atell cinc òculs. Culmina amb cornisa amb balustrada amb frontó central amb decoració floral.